# رامزي اميز
رامزي اميز (بالإنجليزية: Ramsay Ames)‏ هي ممثلة أمريكية، ولدت في 30 مارس 1919 ببروكلين في الولايات المتحدة، وتوفيت في 30 مارس 1998 بسانتا مونيكا في الولايات المتحدة بسبب سرطان الرئة.

## وصلات خارجية
- رامزي اميز على موقع IMDb (الإنجليزية)
- رامزي اميز على موقع أول موفي (الإنجليزية)
- رامزي اميز على موقع قاعدة بيانات الأفلام السويدية (السويدية)
- رامزي اميز على موقع قاعدة بيانات الفيلم (الإنجليزية)
- رامزي اميز على موقع كينوبويسك (الروسية)